# Les Noces de Bouchencœur
Les Noces de Bouchencœur est une comédie en 3 actes mêlée de chant d'Eugène Labiche, Albert Monnier et Edouard Martin, représentée pour la 1re fois à Paris au Théâtre du Palais-Royal le 10 juin 1857.

## Distribution
| Acteurs et actrices ayant créé les rôles            |                           |
| Personnage                                          | Acteur ou actrice         |
| Bouchencœur                                         | Grassot                   |
| Anatole Grand Cassis                                | Hyacinthe                 |
| Reculé, secrétaire de la mairie                     | Kalekaire                 |
| Formose                                             | M. Octave                 |
| Un traiteur                                         | M. Lacroix                |
| Un porteur                                          | M. Masson                 |
| Un commissionnaire                                  | M. Paul                   |
| Arthémise, veuve Mouchette                          | Mme Thierret              |
| Cocotte                                             | Mlle Virginie Duclay      |
| Un tambour                                          | Mme Cora                  |
| Catherine, bonne de Bouchencœur                     | Mme Thais                 |
| Première demoiselle d'honneur                       | Mme E. Fournier           |
| Deuxième demoiselle d'honneur                       | Mme A. Montigny           |
| Deux vieilles dames d'honneur de la veuve Mouchette | Mmes Philibert et Annette |